# اییوئکا
اییوئکا (به اسپانیایی: Illueca) یک دهستان در اسپانیا است که در استان ساراگوسا واقع شده‌است. اییوئکا ۲۴ کیلومتر مربع مساحت و ۳٬۳۹۶ نفر جمعیت دارد.